# Митчелл, Рея
Рея Митчелл (англ. Rhea Mitchell; 10 декабря 1890 — 16 сентября 1957) — американская актриса и сценарист. Начала карьеру в эпоху немого кино и с тех пор снялась в ста фильмах. Получила прозвище «девочки-каскадёрши» за то, что она всегда была готова сниматься в захватывающих сценах фильмов. Первая роль Митчелл была в фильме On the Night Stage (1915), за которым потом последовал сериал The Diamond from the Sky, с Лотти Пикфорд в главной роли.
С появлением звукового кино Митчелл продолжала работать в киноиндустрии и появлялась в титрах вплоть до выхода на пенсию в 1952 году. В 1957 году Митчелл была убита арендатором в своём жилом доме в Лос-Анджелесе, в штате Калифорния. Похоронена на кладбище Hollywood Forever Cemetery.

## Ранняя жизнь
Родилась 10 декабря 1890 года в Портленде, в штате Орегон, в семье Лилли и Уиллса М. Митчеллов. Выросла в Портленде, будучи единственным ребёнком в семье. В возрасте 17 лет Митчелл стала участвовать в театральных постановках.

## Карьера
В 1909 году Митчелл присоедилась к Baker Theater Stock Company в своём родном Портленде. В период между 1911 и 1915 годами Митчелл выступила в Спокане, в Сиэтле, в штате Вашингтон, и в Ванкувере, в Британской Колумбии, в Канаде, а затем поселилась в Сан-Франциско. Там она играла на таких площадках, как Orpheum Circuit и в Alcazar Theater. В 1912 году Митчелл дебютировала в кино, заключив контракт с New York Motion Picture Corporation и снялась в ста фильмах. Снималась вместе со звездой вестернов, — Уильямом Хартом. В 1916 году снялась в картине The Brink с Форретом Уиннантом и Артуром Модом.
После 1917 года её актёрская карьера пошла на спад. В середине 1930-х годов снялась в нескольких фильмах и сыграла несколько эпизодических ролей в фильмах 1950-х годов, в большинстве из которых она не была указана в титрах. В 1936 году снялась в фильме San Francisco, вместе с Кларком Гейблом. Режиссёром выступил В. С. Ван-Дайк, который ранее снимал Митчелл в фильме 1916 года The Hawk's Trail. Также Митчелл была сценаристом.

## Смерть
После ухода из киноиндустрии Митчелл владела большим домом в Лос-Анджелесе. В 1957 году, когда Митчелл арендовала вторую квартиру, недовольный арендатор Сонни Хартвод-младший задушил её шнурком от её голубого халата. Смерть актрисы привлекла внимание газеты Press-Telegram.
Похоронена на кладбище Hollywood Forever Cemetery, в Лос-Анджелесе.

## Избранная фильмография
| Год  | Название                           | Роль                             | Примечания                                      |
| ---- | ---------------------------------- | -------------------------------- | ----------------------------------------------- |
| 1912 | The Hidden Trail                   |                                  |                                                 |
| 1912 | His Squaw                          |                                  |                                                 |
| 1913 | An Indian’s Gratitude              |                                  |                                                 |
| 1913 | An Indian’s Honor                  |                                  |                                                 |
| 1914 | The Fires of Ambition              | Миссис Паттон                    |                                                 |
| 1914 | In the Southern Hills              | Нэн Хопкинс                      |                                                 |
| 1915 | The Scourge of the Desert          | Эллен Хольт                      | Альтернативное название: Reformed Outlaw        |
| 1915 | On the Night Stage                 | Белль Шилдс                      |                                                 |
| 1915 | The Devil                          | Милли                            |                                                 |
| 1915 | The Diamond from the Sky           |                                  |                                                 |
| 1915 | Tools of Providence                | Дейзи Остин                      |                                                 |
| 1916 | The Sable Curse                    | Мэри                             | Альтернативное название: The Sable Blessing     |
| 1916 | Sequel to the Diamond from the Sky | Эстер Стэнли                     |                                                 |
| 1916 | Три мушкетёра                      | Констанция Боначекс              |                                                 |
| 1916 | The Overcoat                       | Белль                            |                                                 |
| 1916 | The Man from Manhattan             | Вирджиния Уинтерс                |                                                 |
| 1917 | The Gilded Youth                   | Мэри                             |                                                 |
| 1917 | Whither Thou Goest                 | Мейзи                            |                                                 |
| 1918 | Honor’s Cross                      | Джейн Кабот                      |                                                 |
| 1918 | The Goat                           | Биже Ламур                       |                                                 |
| 1919 | The Money Corral                   | Джанет Коллинз                   |                                                 |
| 1919 | The Hawk’s Trail                   | Джин Дрейк                       |                                                 |
| 1920 | The Devil’s Claim                  | Вирджиния Кросби                 |                                                 |
| 1920 | The Scoffer                        | Элис Порн                        |                                                 |
| 1921 | A Ridin' Romeo                     | Мэйбл Брентвуд                   |                                                 |
| 1921 | The Innocent Cheat                 | Пегги Адейр                      |                                                 |
| 1923 | The Greatest Menace                | Мэри Льюис                       |                                                 |
| 1924 | The Other Kind of Love             | Хористка                         |                                                 |
| 1926 | Modern Youth                       |                                  |                                                 |
| 1927 | The Home Trail                     |                                  |                                                 |
| 1928 | Danger Patrol                      | Гледис Лоулор                    |                                                 |
| 1933 | The Big Bluff                      |                                  |                                                 |
| 1934 | Behold My Wife                     | Репортёр                         | В титрах не указана                             |
| 1934 | One Hour Late                      | Няня                             | В титрах не указана                             |
| 1936 | San Francisco                      |                                  | В титрах не указана                             |
| 1936 | Mysterious Crossing                | Горничная                        | В титрах не указана                             |
| 1938 | The Ship That Died                 |                                  |                                                 |
| 1940 | I Take This Woman                  | Секретарша Декера                | В титрах не указана                             |
| 1943 | Harrigan’s Kid                     | Женщина на ипподроме             | В титрах не указана                             |
| 1943 | The Cross of Lorraine              | Мама                             | В титрах не указана                             |
| 1944 | Marriage Is a Private Affair       | Медсестра                        | В титрах не указана                             |
| 1944 | Mrs. Parkington                    | Миссис Хамфри                    | В титрах не указана                             |
| 1945 | The Hidden Eye                     | Пешеход                          | В титрах не указана                             |
| 1946 | The Hoodlum Saint                  | Репортёр                         | В титрах не указана                             |
| 1947 | The Mighty McGurk                  | Женщина на родительском собрании | В титрах не указана                             |
| 1947 | Green Dolphin Street               | Эмили                            | В титрах не указана                             |
| 1948 | The Bride Goes Wild                | Гость на свадьбе                 | В титрах не указана                             |
| 1948 | State of the Union                 | Джени                            | Альтернативное название: The World and His Wife |
| 1949 | In the Good Old Summertime         | Женщина у окна                   | В титрах не указана                             |
| 1950 | Stars In My Crown                  | Миссис Бакетт                    | В титрах не указана                             |
| 1950 | The Next Voice You Hear…           | Женщина в церкви                 | В титрах не указана                             |
| 1951 | The Unknown Man                    | Cлужанка                         | В титрах не указана                             |
| 1951 | It’s a Big Country                 | Школьная учительница             | В титрах не указана                             |
| 1952 | My Man and I                       | Медсестра                        | В титрах не указана                             |
| 1952 | The Member of the Wedding          | Горожанка                        | В титрах не указана                             |